# Coreia do Sul nos Jogos Paralímpicos de Verão de 2000
Coreia do Sul participou dos Jogos Paralímpicos de Verão de 2000, que foram realizados na cidade de Sydney, na Austrália, entre os dias 18 e 29 de outubro de 2000.